# Visa
Visa, Inc., běžně označována jako VISA (Visa International Service Association), je nadnárodní společnost se sídlem v San Franciscu v Kalifornii, Spojených státech. Společnost provozuje největší světovou síť elektronických plateb, správu plateb mezi finančními institucemi, obchodníky, spotřebiteli, podniky a orgány státní správy. Před vstupem na akciový trh v roce 2008 byla provozována jako družstvo přibližně 21 tisíc finančních institucí, které vydávají produkty VISA, včetně kreditních a debetních karet.
Podle The Nilson report zaujímala Visa v roce 2006 44 % trhu kreditních karet a 48 % trhu debetních karet (ve Spojených státech). Některé z těchto karet umožňují tzv. cashback, neboli vrácení části peněz z provedeného nákupu.
Od roku 2024 je společnost titulárním sponzorem týmu F1, Visa Cash App RB F1 Team.